# 호세 코로나도
호세 마리아 코로나도 가르시아(스페인어: José María Coronado García, 1957년 8월 14일 ~ )은 스페인의 배우이다.

## 출연 작품
- 왓 어바웃 러브 (2021)
- 유어 선 (2018)
- 골드 (2017)
- 더 맨 위드 싸우전 페이시스 (2016)
- 보이미씽 (2016)
- 스틸 더 머니: 314 비밀금고 (2016)
- 인비저블 게스트 (2016)
- 푸에고 (2014)
- 베티뷰 (2014)
- 데이 다이드 비욘드 데어 민스 (2014)
- 터닝 타이드 (2013)
- 카인의 아들 (2013)
- 라스트 데이즈 (2013)
- 더 바디 (2012)
- 언포기븐 (2011)
- 애니멀 크라이시스 (2007)
- 갈 (2006)
- 라 디스탄시아 (2006)
- 로보 (2004)
- 보르도의 고야 (1999)
- 네이키드 아이 (1998)
- 데스 인 그라나다 (1996)
- 살사 로사 (1991)
- 썸머 멜로디 (1988)
- 붉은 베를린 (1988)